# ATARU
『ATARU』（アタル）は、2012年4月15日から6月24日まで毎週日曜日21:00 - 21:54に、TBS系の「日曜劇場」枠で放送された日本のテレビドラマ。主演は中居正広。櫻井武晴脚本によるオリジナル作品。
2013年1月6日に続編のスペシャルドラマ『ATARU スペシャル〜ニューヨークからの挑戦状!!〜』（アタル スペシャル ニューヨークからのちょうせんじょう）が放送され、2013年9月14日には映画化作品『劇場版 ATARU THE FIRST LOVE & THE LAST KILL』が公開された。

## 概要

### 連続ドラマ（概要）
サヴァン症候群で特殊な能力を秘めた正体不明の青年・アタルが、事件現場で警察が見つけられなかった証拠に気づいて解決の糸口となるキーワードを発し、彼を取り巻く刑事たちがその言葉をヒントに事件の真相を追及していく姿を描いたミステリー作品。1話完結のストーリーで、アタルの素性も徐々に明かしていく構成となる。
作中において、随所に小ネタを挟んでいるのも特徴（番組終了後の、電話投票式クイズのヒントとなることが多い）。また主人公だけでなく、一部の登場人物は過剰なまでに個性的なキャラとなっている。他にも、『SPEC〜警視庁公安部公安第五課 未詳事件特別対策係事件簿〜』や『相棒』など、他の刑事ドラマからのパロディ描写や、劇中劇の刑事ドラマ『シンクロナイズドスイミング刑事』が登場する遊びも含まれている。
またお正月SPでは、同じくSMAPの香取慎吾主演のドラマ『MONSTERS』や仮面ライダーウィザード、仮面ライダーフォーゼなどのネタも出てきた。次回予告は太明朝体でキーワードやゲスト出演者（役名ではなく俳優の名前）を映像の上に被せ、エンディング画面では同じ太明朝体で「次回も見てチョ」と表記した上で右下に小さく「コザイ」などと書かれており、つなぐと「チョコザイ」などの駄洒落となっていた。
主演の中居正広は、2009年の『婚カツ!』（フジテレビ）以来3年ぶり、TBSでは2004年の『砂の器』以来8年ぶりの連続ドラマ主演となる。また、中居は2025年1月に芸能界引退を発表したため、本作品が主演・レギュラー出演した最後の連続ドラマとなった。

### スペシャルドラマ（概要）
2013年1月6日に正月期のSPドラマとして『ATARU スペシャル〜ニューヨークからの挑戦状!!〜』（アタル スペシャル ニューヨークからのちょうせんじょう）が19:00から4時間に渡り放送された。
連続ドラマ版の続編であり、前作で名前のみ登場したチョコザイの弟の介（たすく）とチョコザイと共に訓練を受け同じ能力を持つ敵・マドカが登場。マドカを堀北真希が、介を岡田将生が演じる。また光宗薫は出演せず、ポスターのみでの登場となっている。テーマは「家族や仲間の絆」。
物語は2時間ずつの2部構成となっており、午後7時からの第一部は、連続ドラマ版の総集編を交えた『捨て山探偵社物語〜「阿南公太君誘拐事件」にチョコザイの仲間たちが挑む!!〜』を、午後9時からの第二部は『ATARU 完全新作スペシャル「ニューヨークからの挑戦状!!」』が放送された。

## 放送・配信
初回は20分拡大（21:00 - 22:14）、最終回は15分拡大（21:00 - 22:09）で放送された。また、TBSオンデマンドによる有料の見逃し配信が行われている。

## 登場人物
キャラクターに関する読み仮名などの出典は公式サイト出演者説明およびホームメディアに基づく。

### 主要人物
アタル / チョコザイ
演 - 中居正広（幼少期：藤本飛龍）
主人公。ラリー井上と共にアメリカからやってきた、サヴァン症候群の青年。いつも同じ白とベージュの服装で、デグーのぬいぐるみのマスコットを持ち歩いている。ラリーからは「アタル」と呼ばれているが、本人は「チョコザイ」と名乗っている。日本に来てからはインターネットカフェに滞在していたが、舞子の勧めで彼女の父が経営するアパート「マリコーポ」の201号室に住むことになる。後に身元引受人となった沢が同居する。
物質や医学関連など多方面に亘る膨大な知識を記憶しており、現場にある物や痕跡を見ただけで、生産国または成分を言い当てたりする。空中を舞っていたり、机上に置かれている何枚もの写真を一目見ただけで記憶する他、特定の年月日を言えば曜日や出来事を答えられるが、それらを伝える際は文脈に関係のないキーワードとして発する。またその言葉と関連のある物を直接購入して伝える場合もある。
発達障害のため他者とのコミュニケーションは苦手で会話も難しい。相手の教えることを理解した際は「アップデートしました」と言い、場の状況に対応できるよう行動するが、そのためには相手が同じことを3回繰り返し言い聞かせる必要がある。嫌なことを強要されると背後に回った相手に肘打ちを食らわせたり、自分や相手の腕に噛み付く。何か物事を考えるとき、頬に手を当てる癖がある。事件の捜査を始める時には「mission accepted（捜査を始めます）」と呟き、解決すると「mission accomplished（捜査終わりました）」と呟いて、涙を流すが、途中から、血が出るほど手を握り締めるようになった。また、中盤から睡眠を取らなくなり、ついには昏睡状態に陥る。
『シンクロナイズドスイミング刑事』というアメリカのテレビドラマを午後3時に視聴することを常とし、時折ドラマのキメゼリフを呟く。好物はスピーディー社のケチャップとハニーマスタードで、ボトル入りを持ち歩く。朝食はモンゴメリー通り21番地で購入した『GOOD TREASURE SOUP』のカレースープ、昼食はホットドッグを食べると決めている。舞子の説得でどん兵衛のカレーうどんのスープだけを飲むようになるが、舞子がうどんを先に食べておかないとスープを口にしない、ホットドッグはレタスが入っていないと認めないなど食事にこだわりがある。アップデートの条件を満たせばそれ以外のものでも食べるようになる。幼少期から母親の作るおにぎりは好物だったので、アップデートの条件は適用しない。
本名は猪口 在（いのぐち あたる）で、音読みで「チョコザイ」と読むことが出来る。彼自身の正体はサヴァン症候群を捜査に活用しようとFBI内で進められている「SPB（サヴァン・プログラム・ブランチ）」というプロジェクトでラリーによって教育を受けている捜査官候補生。25年前にラリーに連れられて渡米し、10年前にアメリカ永住権を取得している。幼少期は友達はいたが、そのころから見せていた高度な記憶力で知った周囲の人間の秘密を周囲に話してしまうため、家族と共に近所から敬遠され友達もいなくなるという境遇にあった。「チョコザイ」は仲の良かった友人から付けられた渾名であり、その名で呼ばれることにこだわっている。母が弟を妊娠中に家族で受けたフラワーセラピーの指導の影響で、生まれてくる弟を含めた家族の人数と同じ、4つの花を付けた白いユリを好み、アメリカに暮らしていたときも好きな花を飾っていた。また日本に来てから、昔一家が住んでいた仲蒲田をたびたび訪れている。
シャボン玉があればおとなしくなる習性があり、そのせいか、事件に関係する画像が多くのシャボン玉の中に登場し、また、彼から見た視界は時折シャボン玉を通してみたような歪んだ画像になっていることがある。捜査を始めるときは彼の周りにシャボン玉が現れ、捜査を終えると次々と弾ける演出もされている。
沢、舞子そして蛯名家との関わりや数々の事件を解決する中、舞子に信頼を置くようになり、彼女を励ますほどに成長していった。昏睡から目覚めた後、両親は改めて同居することを提案するが、当のアタルは両親から自立しラリーについていくことを選び、アメリカに旅立っていった。
なお、2012年に開催されたSMAPのコンサート・ツアーでの中居のソロコーナーでは、チョコザイの衣装の格好で登場した。
沢 俊一（さわ しゅんいち）
演 - 北村一輝
警視庁捜査一課第四強行犯第12係沢班主任・警部補。関西弁で話し飄々とした性格で、日和見的な部分もある。感情的になりがちな舞子のフォローおよびなだめ役を務める。アタルの呟く言葉が聞き取れないことがある。犬飼や渥見とは親しく飲みに出かける仲であり、そうした人脈を活かして事件の真相に近づいていく。かつては正義感溢れる熱血刑事だったが、班長の福留が犯人を逮捕する直前に失踪した一件以来、組織に対して折り合いをつけるようになった。当時はよれよれのコートを着て眼鏡をかけ後頭部の髪を伸ばしていたが、福留が失踪してから髪を切りスーツを着るようになる。機動捜査隊の初動捜査担当だった新人時代に、真理子が死亡した事件の捜査に関わり、事件の原因が自殺であることに疑問を持っていた。舞子を捜査一課に抜擢したのは、警察の見解が覆らなかった負い目があったからである。
チョコザイの身元を調べていることでFBIにマークされ、同時に犬飼の依頼で共に警察無線に混信する違法無線の捜査に関わってくが、捜査中止の圧力によってラリーらFBIの関与に感づくことになる。やがて独自に捜査を続けていた犬飼の豹変を境にラリーの元に行きつき、彼のしている行為に疑惑の目を向け敵視する。
チョコザイが病院を抜け出してしまうため、舞子の頼みでチョコザイの身元引受人となる。一緒に暮らすようになってからは201号室のロフトで寝起きしている。チョコザイの手のひらの傷を見つけてからは、捜査をさせることがストレスを与えているのではないかと考え、彼を事件から離れさせるべきだと主張するようになる。
蛯名 舞子（えびな まいこ）
演 - 栗山千明
沢班・巡査部長。沢の推薦で捜査一課に配属される。スペシャル版以降は警察を辞め探偵となる。
ヒロイン。警視庁の広告塔として扱われ、啓蒙活動のポスターのモデルを務める。「警察24時 警視庁敏腕美人刑事の眠れない夜」のDVDや写真集が発売されているが、本人は仕事で成果を出したいと思っている。直情的な性格で、母親の死の影響もあり事件性のない所謂「捨て山」と呼ばれる事件を無視できないでいる。そのため「捨て山」と判断している捜査員と度々衝突してしまう。退職届を提出するが、広告塔を手放したくない警視庁の事情から受理されず、有給休暇という扱いになり、それを利用して捜査にあたっている。化学工場爆発の事件現場でチョコザイと出会い、当初は言動や行動に戸惑っていたが、事件に繋がるキーワードだと気付き、以降も彼に助力を求めるようになる。基本的に本作品は彼女の視点で描かれている。
学生時代（某体育大学時代）はウエートリフティング部所属。大食いで家事全般が苦手。近所の行列ができる店で売られている「コロコロコロッケ」が大好物だが、毎回何らかの形で食べそびれてしまう。沢が買ってきた「ボンボンメンチ」が家族内で評判が良くメインとして食卓に並ぶことを快く思っていない。携帯電話の着信音は「銭形平次」の主題歌である。
ラリーにチョコザイの過去を知らされた上で、「SPB」に勧誘される。沢とは異なりラリーを信用し、チョコザイに捜査をさせることに抵抗は無かったが、チョコザイが倒れたことで躊躇する心が芽生えていく。自ら積極的に母親・真理子の車両事故究明に力を貸そうとするチョコザイの協力で、事件の真相を知ることになる。その後、ラリーの誘いを断り、有給休暇が切れたことを機に刑事を辞める道を選んだ。その後、父の経営するアパートの一室を間借りし、「捨て山探偵社」を設立する。

### 蛯名家
蛯名 昇（えびな しょう）
演 - 玉森裕太（Kis-My-Ft2）
舞子の弟。高校時代はバンドを組んでいた。帝都医科大学に通う医大生のため医学的な専門知識に詳しく、チョコザイをサヴァン症候群だと見抜く。自身が参考人となった事件を機に、医大を目指したのは母親が死ぬ前に笑顔だったことが記憶の中で引っ掛かっていたからだと気付く。精神科教授の門倉に感銘を受け、将来は「門倉研究室」へ行くことを希望している。姉の好きな「コロコロコロッケ」に対して、「ガンガンエビフライ」が好物。
蛯名 達夫（えびな たつお）
演 - 利重剛
舞子と昇の父親。アパートの家賃収入で生計を立てており、専業主夫のようにいつも家にいる。温厚でチョコザイに対しても優しく接する。真理子が亡くなる前は自動車メーカー「コバルト自動車」のサラリーマンで、設計職に就いていた。大家を務める「マリコーポ」は自身の退職金と妻の遺産で建てたもので、その名称は亡き妻の名に由来する。
蛯名 真理子（えびな まりこ）
演 - 奥貫薫
舞子と昇の母親。15年前に事故死、警察の捜査により、自殺と判断されたが、断定するには不可解な点が多く、家族は捜査結果に疑いを持っていた。
小暮桃香が死亡した事件をきっかけに舞子が事件を検証する。さらに沢はかつて機動捜査隊の新人時代に事故の初動捜査を担当していた過去を舞子に明かし、チョコザイの協力で真理子の事故死の再捜査を開始する。真理子の墓まで来たチョコザイは遺骨を取り出し「この指ありません」と呟き、右手中指の欠損を示唆する。その様子を見ていた達夫は突然自分が真理子を殺したと言い、その場から去ってしまう。達夫には真理子が自殺する原因に心当たりがあった。やがてチョコザイの残す言葉によって、事件の真相が明らかになったとき、舞子たち蛯名家が長年抱えていた想いが氷解していく（真理子は店に指輪を取りに行く途中で脳内出血が起きてブレーキが踏めなくなったため起こった事故により死亡した。右手中指の欠損は、助けを求めようと窓を開けて手を伸ばした際にトラックに接触し、切断してしまったことが原因だった）。

### 警視庁
中津川 洋治（なかつがわ ようじ）
演 - 嶋田久作
第四強行犯第12係係長。冗談が通じたり、または冗談を言ったりするようなタイプではない。舞子の行き過ぎた捜査に問題が生じると沢を容赦無く追い詰める。だが捨て山といわれる事件が多く解決された実績から舞子の進言に耳を貸し、協力者のチョコザイも信頼するようになる。
渥見 怜志（あつみ れいじ）
演 - 田中哲司
鑑識課・科捜研連絡係。語尾に「〜なのね」と付ける独特の話し方が特徴だが、これはマタニティブルーが続いている妻の機嫌を悪化させないために思いつき、常態化した。しかし激昂すると一転して荒い口調に変わる。同じ鑑識課の妻の間に4人の子供を授かり、さらに現在も5人目を妊娠させているため、妻を5年も育児休業させている。沢には依頼された鑑識結果などの書類を簡単に渡さないなどの意地悪をする。
かつては捜査一課の刑事で沢と共に福留の下についていた。福留の失踪により刑事の仕事に失望し、一度は警察を辞めようとした末に鑑識課へ異動する。
野崎 蓮生（のざき はすお）
演 - 千原せいじ
沢班・警部補。現実的で冷静な性格。舞子を完全に広告塔だと見做し、出過ぎた行動を取る舞子に厳しい言葉を浴びせる。舞子が見つけてきた証拠によって捜査が始まると「また捨て山を掘り返した」とぼやく。関西人だが出世のため標準語で会話している。終盤では舞子の考えにある程度の理解を示し、協力する意思を見せた。
犬飼 甲子郎（いぬかい こうしろう）
演 - 中村靖日
照会センター所属。沢の飲み友達。言葉遣いが荒く、飲み屋ではたまに大きい声を出す。福留が失踪し現場が混乱しているとき、沢や渥見らに無線で指示を送り、犯人逮捕に導いたことで二人と知り合う。だが、上層部に背いた末に誤認逮捕だったその事件の影響で昇任試験に落とされ続けている。そのため、沢たちは彼のタメ口を許している。渥見が異動した事情も知っている。
アメリカ大使館による違法無線の存在を不審に思い、沢に捜査を依頼する。圧力が掛かり中止になると単独で捜査を始めるがラリーらFBIに拉致され、それ以降は以前とは違って謙虚な性格に豹変した。連れ去られた状況を思い出すと怯えるような表情を見せ、今まで見なかった『シンクロナイズドスイミング刑事』を視聴するようになる。沢と渥見の説得もあり、最終的には自分の意思でラリーの洗脳から解放され、元に戻る。
松島 光輝（まつしま こうき）
演 - 庄野崎謙
沢班・巡査部長。ドがつくほどのKYで空回り気味の性格。心から舞子に好意を寄せており、恋愛マニュアルを愛読し、彼女を落そうと頑張るが相手にされていない。
石川 唯（いしかわ ゆい）
演 - 光宗薫（AKB48研究生）
鑑識課・機動鑑識係。自身の班の人手不足に悩んでおり、妻を産休させている渥見に怒りの混じった攻撃的な態度を向ける。基本的に言動は荒く、無視されることや渥見のようなしつこい男を嫌う。また、渥見以外には笑顔で接しているが、命令的な口調に対しては応じようとしない。私生活では合コン好きでネイルに凝っている。渥見が鑑識課に異動した経緯を知ってから、終盤では渥見への態度は軟化し、資料の渡し方などが渥見に似るようになった。舞子が警視庁を辞めた後は新たな広告塔として啓蒙ポスターのモデルになっている。
2013年1月のスペシャル版では、美人鑑識として所轄で握手会を開き、DVD『警察24時 警視庁敏腕美人鑑識の起きれない朝』を出し、その続編と映画の2本撮りのため多忙を極めているという設定で、ポスターのみの出演となっている。これは当時光宗が体調不良で休業中であったことによるもので、制作サイドは主演の中居も含め光宗の出演を願っていたが叶わなかったため、本編では随所にこのポスターを登場させ、鑑識課の渥見怜志が「早く帰って来い！」と呼びかける場面も作られた。劇場版では復帰している。
黒木 永正（くろき ながまさ）
演 - 中村昌也
沢班・巡査部長。192cmの長身であだ名は「デカデカ」のため、玉倉と合わせて「凸凹コンビ」と呼ばれている。
玉倉 孝（たまくら たかし）
演 - 三好博道（オキシジェン）
沢班・巡査部長。小柄なため、黒木と合わせて「凸凹コンビ」と呼ばれている。野崎から「メガネ」と仇名を付けられる。
安孫子 智
演 - 菅原大吉（CASE02 - 05、スペシャル版）
所轄生活安全課係長・保護主任者。チョコザイの保護手続きを担当する。能天気な性格で、チョコザイの生活習慣を理解していないため、舞子に不安視される。舞子が出演している「警察24時」のファンでもある。
スペシャル版では南湾岸署に異動。

### アタルの関係者
猪口 誠（いのぐち まこと）
演 - 市村正親（特別出演）
アタルの父。「猪口医院」の開業医。10年前より仲蒲田から八王子に引っ越している。
日本における発達障害への認識が薄かった25年前、世間の無理解に妻とともに苦悩してきた。どの病院でも診てもらえない中で、アタルの症状を詳しく知り、ニューヨーク市警の療養施設を紹介してくれるラリーにアタルを託した。舞子に出会うまではアタルの現在の状況についてラリーから詳しい説明がなく、警察のデータ管理を任されていると思っていた。
猪口 ゆり子（いのぐち ゆりこ）
演 -  原日出子
アタルの母親。年に1回はニューヨークまでアタルに会いに行っている誠と違い、10年間も会っていなかった。
25年前、アタルの弟の介（たすく）を妊娠中、飼っていたネズミ（デグー）のチョロの尻尾が切れやすいことを知らず、アタルがチョロの尻尾を切ったように見えた場面から、アタルが介に危害を加えるのではという疑念や、アタルが周りの人間の秘密を無意識に暴いて白い目で見られることもあり、彼をラリーに託した。そのことでアタルを厄介払いしたという罪悪感を抱えていたが、彼がアメリカ、マリコーポに住んでいるとき、ユリの花を飾っていたことや自分が握ったおにぎりを好きでいてくれたことを知り、安堵する。
ラリー井上（ラリー いのうえ）
演 - 村上弘明
FBIの関係者。日系アメリカ人。「SPB」に携わり、その一環でアタルに教育を施している。
共に来日したアタルが行方不明となり、秘密裏に捜索する。一度は病院でアタルを確保し、日本から離れようとするが、アタルがラリーの制止を受け入れず自分の意思で事件に干渉していったのを見てアタルが関わった事件の概要調査・分析を開始する。そのデータはFBIに送付し、中止勧告の命令が下っている「SPB」を存続させようと上層部に働きかける。アタルと信頼関係を築き、自分の意思で捜査に参加させた舞子に接触し、彼女を「SPB」に勧誘する。『シンクロナイズドスイミング刑事』の警察監修を務めており、対外的にはFBIの広報担当で通している。25年に及ぶアタルとの信頼関係に絶対の自信を持っているが、その絆の強さからラリーがアタルのトレーニングを緩和することを危惧した「SPB」の医療班にはアタルの睡眠に関する詳細を説明されていなかった。アメリカにいる時から、アタルの爪を切ってやったり、ジュニパーベリーのハンドソープで手を洗ってやるなどの細やかな世話をしている。また彼が自分や両親の死後も独りで生きていけるよう、「障がい者」ではなく「天才」として歩ませたいという考えを持っている。

### ゲスト

#### CASE01
斉木 郁
演 - 板谷由夏
靖男の妻。夫と同じ化学工場「淀橋化学」に勤めるが、事件の影響によってクビを余儀なくされる。子供を抱えており、今後の生活のために夫の死による労災保険が下りることを望むが、事件の真相が明るみに出ることでそれが叶わなくなることを恐れている。
店員
演 - ローラ
チョコザイがケチャップを購入した外資系スーパー「20MART」の店員。
ROLLY
演 - 本人
「20MART」に立ち寄っていたところ、チョコザイの発するハミングの意味を絶対音感で言い当てる。
斉木 靖男
演 - いけだしん
「淀橋化学」営業部課長。去年までは溶接技師だった。

#### CASE02
早乙女 信子
演 - 坂井真紀
早乙女隆の妻。夫の浮気が原因で離婚するという段階まで関係が悪化した時期があった。
荘田 美咲
演 - 陽月華
紳士服店「紳士服のはるやま」の城南エリアマネージャー。早乙女の浮気相手で、2年前に別れたと舞子に話す。
早乙女 隆
演 - 神尾佑
「紳士服のはるやま」大森店店長。亡くなる前は不整脈などの体調の悪さを訴えていた。
増本 治
演 - 金山一彦
増本医院 医師。早乙女隆の主治医で心臓病の薬を処方する。
増本 三枝
演 - 斉藤レイ
治の妻。増本医院看護師。早乙女隆は同じ大学に通っていた同級生。

#### CASE03
弓削 啓子
演 - 高橋ひとみ
勝則の妻。夫の浮気のことは知らず、勝則が有明港に出掛けていたことは「熱海での四日間の出張」と伝えられていた。
弓削 拓海
演 - 浅利陽介
勝則の息子。父親が死んだ場所で親子で釣りをしたことがある。
小嶋 裕子
演 - 高橋愛
ネイルサロン「モーニングサファイア。」ネイリスト。勝則の浮気相手と疑われるが、勝則の通夜に現れた際に拓海が「僕の彼女です」と刑事に告げる。
坂巻 譲
演 - 累央
「弓削広告社」専務。
弓削 勝則
演 - 矢嶋俊作
広告代理店「弓削広告社」社長。
加藤 美穂
演 - 唐橋ユミ（CASE04）

#### CASE04
公原 卓郎
演 - 平岡祐太
「事故科学鑑定社」事故鑑定係。民間の事故鑑定人。理子の依頼で橋田の死亡事件を鑑定するが、理子の意に反し事故か自殺との見解を示す。裁判で弁護側の鑑定人として警察の判断を覆した実績があり、警察を見下した態度を取り、舞子を素人と一蹴する。
鈴原 理子
演 - 木村文乃
透の婚約者。橋田が自殺する理由がないと主張する。公原とは幼馴染の間柄で、公原に想いを寄せられている。
笹井 英子
演 - 安藤サクラ
「健瀧フライトチェックイン」パイロット。橋田に航空機の操縦を指導し、過去に交際していた。
三和 篤裕
演 - 阿南健治
「健瀧フライトチェックイン」社長。
橋田 透
演 - 永岡佑
「健瀧フライトチェックイン」パイロット。無許可のフライトやシートベルトの無着用の他、生前は両親（父：助川汎）に理子を紹介していないなど不可解な行動が多い。
橋田 由紀子
演 ‐ 金沢きくこ
透の母親。

#### CASE05
門倉 松雄
演 - 遠藤憲一
帝都医科大学精神科教授。「門倉研究室」を束ねる。抗うつ薬に関する論文について「利益相反行為である」と植松に指摘していた。血圧とコレステロールの錠剤を服用している。
浅尾 茂樹
演 - 岡田義徳
帝都医科大学精神科助手。「門倉研究室」所属。何をするにも間抜けで鈍臭く失敗も多い。医学生のころから帝都医科大学に10年以上在籍しているがそれでも迷ってしまう程、重度の方向音痴である。国家試験に合格した後、スキー旅行での事故の後遺症により本人も気付かないうちに半側空間無視を起こしていた。チョコザイのヒントを元に検査したことでそのことに気付くことになる。
桂井 まどか
演 - 臼田あさ美
帝都医科大学精神科講師。「門倉研究室」所属。浅尾の恋人。植松に論文を酷評されたことで准教授への道を絶たれる。なぜか自分が話そうとする言葉が遮られる。
井下田 悦四郎
演 - 池田鉄洋
帝都医科大学脳外科医。会話の合間に「うん」という感嘆詞を挟む語り口が特徴。
北見 光治
演 - 東根作寿英
製薬会社「優志製薬」MR（医薬情報担当者）。事件当日に朝食付きの説明会を開催していた。「優志製薬」は植松の講座に多額の賄賂を贈っていた。優志製薬の抗うつ薬は効果が疑問視されていたが、植松が良い結果だけを論文に書き売れるようになる。
大島 香
演 - 岩田さゆり
昇の医学生仲間の一人。
仲（なか）
演 - 千代将太（LAST CASE）
鎌田（かまた）
演 - 清水一希
以上2名は昇の医学生仲間たち。2人の苗字からチョコザイが「仲蒲田」の地名を連想する。門倉が植松に論文を指摘している場面を目撃していた。
医大生らとチョコザイ、舞子が対面する場面で鎌田が手をズボンで拭くような仕草を見せる。また、チョコザイもその仕草を真似する。
植松 秀高
演 - 小島康志
帝都医科大学精神科教授。転落死する。
中西学
演 - 本人（新日本プロレス）
一日警察署長に来ていたプロレスラー。

#### CASE06
水瀬 咲絵
演 - 寺島咲（少女期：石井萌々果）
「植哲ハイツ」の住人。音の周波数までわかる絶対音感の持ち主。その能力の影響で周囲の音がずれると頭痛や体調不良に陥り、日常生活に支障をきたす。特殊な能力だけに肉親さえも理解してくれない苦しみを抱え生きてきた。現在は不協和音が無い弁当工場「ひらまつJAフーズ」に勤務しているが、現在の職場にたどり着くまで職を転々としてきた。
石嶺 勝男
演 - 花王おさむ
「植哲ハイツ」の大家。長岡から滞っていた家賃を支払うと呼び出され、遺体を発見する。3年前も長岡が住む部屋で住人が自殺している。
東 太一
演 - 石田卓也
「植哲ハイツ」の住人。コンビニの深夜帯のアルバイトをしている。
ROLLY
演 - 本人
無許可で路上ライブを敢行し警視庁に補導された。前回と同様に舞子の依頼で、チョコザイの発するハミングの音階を絶対音感で言い当てる。
長岡 満
演 - 布施紀行
「植哲ハイツ」の住人。レコードの音漏れで隣室の咲絵と揉めていた。
拉致される女の子
演 - 新川優愛
犬飼が拉致された後、ラリーが持っている犬飼の財布を見てしまったためにラリーらFBIに拉致されてしまう。
結婚式のカップル
演 - 矢口真里、中村友也
チョコザイたちが咲絵と出会った交差点近くの教会で結婚式を挙げていたカップル。花嫁を演じている矢口は当時黒木永正役の中村昌也の妻であり、花婿を演じているプロバスケットボール選手の中村友也は中村昌也の実兄である。

#### CASE07
福留 吉昭
演 - 升毅
元警視庁捜査一課の班長で沢、渥見の上司だった。5年前、半年を掛け捜査した容疑者を逮捕する当日に現場から失踪し、以降行方を晦ましていた。またその容疑者は犬飼の尽力により逮捕されるが、アリバイがあり誤認逮捕だったことが明らかになる。
和田 拓馬
演 - 神保悟志
滝沢北交番所長。妻と2人の娘がいる。後に、生前に福留と連絡を取り合っていたことが分かる。
柏原 由美
演 - ICONIQ
滝沢北交番警官。味谷が和田に過剰に叱責している姿を目撃しており、和田の死に関して思い当たることがある。
味谷 恭一郎
演 - 渡洋史
滝沢署地域課長。和田の死が他殺である証拠を提示されても、上層部の決定を遵守し見逃そうとする。和田にパワーハラスメントと言えるほどの過度な指導を行っていた。

#### CASE08
川久保 良太
演 - 渡部豪太
宅配便「鳩胸運送」配達員。スライダーと呼ばれる放電体質で、身の回りの電化製品・電子機器を破壊してしまうことから、仕事をクビになり職を転々としていた。移動手段、普段の生活にも苦労が絶えなかった。
叶 夏美
演 - 福田彩乃
日村が掛けた通話相手の一人。YOU、竹内結子、綾瀬はるかのモノマネで野崎と松島の事情聴取に応じる。日村に言い寄られ食事や映画に付き合っていた。また、彼が友人に金を貸していたことを証言する。
川久保 庄司
演 - おかやまはじめ
川久保の父親。スライダーの息子を気に掛け、良太の将来に悩んでいる。自宅の電化製品には絶縁体シートを張り保護している。
日村 将人
演 - 須藤公一
「イトウトモハイム」の住人。通販マニア。自室のインターホンをスライダーによる放電で壊してしまった川久保と揉めていた。
伊藤 稔
演 - 坂本真
日村が掛けた通話相手の一人。事情聴取の際に捜査員から聞いた「日村が友人に金を貸していたという証言」を否定し、自分が金を貸していたのだと話す。
日村 梅乃
演 - 松本じゅん
将人の母親。現在抱えている問題が解決したら一度実家に戻る、付き合っている彼女を紹介する、という前向きな話を本人から聞いていた。

#### CASE09
村井 今日子（むらい きょうこ）
演 - 森脇英理子
朗の母親。誠に通報される前にも、去年までに虐待容疑で4回も通報されている。桃の花を好む。
村井 朗（むらい ほがら）
演 - 黒澤宏貴
今日子と山に遊びに来て、今日子がゴミを出している際にいなくなり、遺体となって発見された。

#### CASE10
小暮 綾香 / 桃香
演 - 安倍なつみ（二役）
双子の姉妹。妹・桃香の事故死に納得がいかない姉・綾香は沢に公原を紹介してもらい、事故鑑定を依頼する。妹から結婚の話を聞いていたため、自殺の動機は無かったと証言する。
公原 卓郎
演 - 平岡祐太
民間の事故鑑定人。前回と同様に警察を見下しているが、恋愛マニュアルを手にしたり終始身振りがオーバーだったりとキャラが変わっている。
森 洋一
演 - 西興一朗
綾香の婚約者だった男性。桃香とは一昨日メールで別れ、現彼女の真美と同棲している。スナック「あ・ばれっと」勤務、夜遅くまで働いているときは桃香が迎えに来ていた。因みに、作中で彼が食べていた恐竜の形の皿に入ったカレー（恐竜カレー）は、西が以前出演していた『爆竜戦隊アバレンジャー』の作中に出てくる喫茶店「恐竜や」の看板メニュー。
宝井 真美
演 - 広澤草（LAST CASE）
洋一の新しい彼女。

#### LAST CASE
宝石店店主
演 - 森田一義
真理子、達夫が結婚指輪を買った宝石店「木村宝飾店」の店主。松島に警視庁へ連れてこられ、真理子がファミリーリング「Reborn」を注文していたことを証言する。その後、沢に「帰ってもいいかな?」と尋ね「いいとも」と応じられてから、納品書を置いて帰って行った。タモリがTBS系列の番組に出演するのは、2007年に同系列で放送された和田アキ子殺人事件以来、約5年ぶり。

#### スペシャル（2013年）

##### 第1部
阿南 恵子（あなん けいこ）
演 - 名取裕子
探偵社の依頼人。3歳の息子・公太が誘拐されたといって依頼に来る、セレブな奥様。
藤鷹 那須子（ふじたか なすこ）
演 - 中川翔子
探偵社の依頼人。飼い猫のグレゴリーを探している女性。

##### 第2部
アレッサンドロ・カロリナ・マドカ
演 - 堀北真希（幼少期：内田愛）
サヴァン症候群の女性・日系ブラジル人。元SPB訓練生でアタルの友人。コンピュータウィルス「WIZARD」（ウィザード）を作成したことがあり、日本での連続殺人に絡み、ロンドンの金融特区など、日本からの捜査が困難な場所を経由してゲームユーザーたちのパソコンをクラッキングし、事件の舞台となったゲーム「ストーカーキラー」を作成するなどした疑惑が持たれ、その後劇場版のメインテーマとなる事件を起こす。
3歳の時の後天的な事故により脳に損傷を負い、アタルと同じような能力を持っている。1996年6月6日の「十字架殺人事件」の発生と同じ日に初めてアタルと出会い、2000年まで共にSPBの訓練を受けた過去を持つ。アタルとはとても仲がよく、初恋の相手であったが、その内に秘めた狂気から彼への悪影響を恐れたラリーによってFBIから追放され引き離される。アタルと同様にあらゆる犯罪のデータを記憶し、その天才的ハッキング能力を利用して犯罪者たちに制裁を与え殺害し収監されるが、その行動は世間で英雄視される。このような行動に走った背景には、幼いころよりアタルを含めた愛する人から次々に引き離され、また惨たらしい犯罪データを大量に見聞きして育ったことによる、大人への恨みと不信がある。
黒ずくめの服装に十字架のアクセサリー、銀歯にはやはり十字架の飾りを付けている。演じる堀北が装着しているのはグリルであるが、物語上は犯罪を犯して収監中に、自身に罰を与えると称して監獄の柵で「殺した人の数と同じだけ」自分の歯を砕いたため、義歯をつけているという設定である。名前の「アレッサンドロ・カロリナ」は男性名だが、これは幼いころ孤児院に捨てられた際、持っていたテディベアの素材になっていた服のブランドタグから名付けられたもので、この名付けが原因で他の子供たちにいじめられ、不憫に思った関係者（映画版に登場するシスター・アリーニ・マツバラ、演：前田美波里）が日本円の「円」から取って「マドカ」という女性らしい日本名を加えてやっている。
猪口 介（いのぐち たすく）
演 - 岡田将生
チョコザイの弟。職業は青山のバー「Bar Stir」（バーステア）のバーテンダー。オンラインゲーム『戦記・ホーテ』に参加している。
幼いころ、両親が自分の誕生をきっかけに、発達障害の兄をやっかい払いするかのようにアメリカのラリーに託したことを知ってショックを受ける。また、母のゆり子が、兄の好きだったおにぎりを決して自分には作ってくれなかったことなどにより、両親の頭の中にいるのは兄だけであり自分ではないと思い悩んでいる。しかしそのことを口に出せば「親子でなくなる」と考え、家族と話し合うことができない。そういった孤独感を癒すため、信者ではないがキリスト教会に通っている。また、下川由美に執着しメールの大量送信や待ち伏せなどの付きまとい行為をしていて、一連の事件に巻き込まれるきっかけになる。
南 保（みなみ たもつ）
演 - 井出卓也
下川と言い争っていた男性。ナイフで刺されるが命に別条はなかった。
下川 由美（しもかわ ゆみ）
演 - 竹富聖花
南と言い争いの末に彼をナイフで刺してしまう女性。
島 明秀（しま あきひで）
演 - 永井努
笹井をストーキングしていた男性。仲蒲田で刺殺体となって発見される。
笹井 純子（ささい じゅんこ）
演 - 佐津川愛美
島によるストーカー被害者。ストーカー被害者の相談サイトにアクセスしていた。
堀川 勉（ほりかわ つとむ）
演 - 狩野謙
内田をストーキングしていた大学教授。
内田 智子（うちだ ともこ）
演 - 渡辺舞
堀川のストーカー被害者。彼女もまた相談サイトに書き込みをしていた。
時田 次郎（ときた じろう）
演 - 渡辺大知
『戦記・ホーテ』に参加するユーザー。
塚原 治（つかはら おさむ）
演 - 遠藤要
『戦記・ホーテ』に参加するユーザー。
出前の男
演 - 岡村隆史（ナインティナイン / コラボ出演）
マリコーポの住人・青木に出前のカレーうどん19人前を届けに来たが、舞子にカレースープをねだっていたチョコザイにカレーうどんを渡すも違うと言われた上、舞子から「青木はだいぶ前に男を作って引っ越した」ことを告げられ、「やべっ」と言い残して去って行った。『めちゃ×2イケてるッ!』（フジテレビ）とのコラボによる出演。

##### その他の登場人物
水野 流美（みずの るみ）
演 - 島崎遥香（AKB48）
警視庁鑑識課・機動鑑識係所属。36歳で2人の子持ちだが10代に見える若作りの美魔女。渥見の妻のママ友。居酒屋で注文したドンペリを持参のシャンパングラスで飲んだり、「厠」「どっこいしょういち」など年寄り臭い言動をする面もある。鑑識課の人手不足による多忙で肌荒れを訴えている。

## 映画
上記のスペシャルドラマ放送終了直後に映画化が発表され、同時に映画公式サイトがオープンした。タイトルは『劇場版 ATARU THE FIRST LOVE & THE LAST KILL』で、東宝系で2013年9月14日公開。脚本は引き続き櫻井武晴、監督は木村ひさしが担当した。スペシャル版に登場した堀北真希、岡田将生のほか、松雪泰子がゲストとして出演する。
2015年1月2日には、TBS系列において21:00よりノーカットで地上波初放送された。

## 用語解説
本作品において重要な語句について解説する。
シンクロナイズドスイミング刑事シーズン7
劇中劇ドラマ。チョコザイが劇中の午後3:00から見ている海外ミステリーチャンネルのアメリカドラマ。原題は「The detective of Synchronizedswimmer」。ニューヨーク市警察所属で元シンクロナイズドスイミング選手のナンシー捜査官（アリーナ・マクレオド / 吹替：松原亜希）が、事件解決の場面で星条旗柄のシンクロ競技用水着姿になって、シンクロやプールに絡めた決めゼリフを語り、時にはシンクロ用ノーズクリップなどを武器として使用し犯人を逮捕する。ナンシー以外の人物はプアゾン警部（エドワード・パパジアン / 吹替：石塚運昇）とダニエル捜査官（セバスチャン・ルフロック / 吹替：松本考平）が登場する。
ナンシーの人物像としては異常に協調性がない性格であり、他のシンクロ選手と合わせられないためシングルに転向するのだが、音楽にまで合わせられなくなったためシンクロ選手を辞める。その後刑事に転身して才能を発揮しているという設定である。最終回でナンシーはニューヨーク市警からFBIに異動になる。また、日本の空港でファンイベントを開いていた。
劇中ではシーズン7を放送しているが、実際はシーズン11まであり、劇中の主人公・ナンシーはシーズン7時点で3代目のシンクロナイズドスイミング刑事に当たる。ドラマ自体はアタルがラリーに引き取られてから1年後の24年前から放送されている。制作の目的はアタルの記憶がトレーニングの障害となると判断したラリーが、過去を忘れている状態にするための催眠誘導を行うことであり、そのイメージは水の渦を使って記憶を水の底に沈めるというもので、劇中のナンシーのシンクロでその渦を表現している。FBIの違法無線を捜査していた犬飼も同様にドラマを見せられていた。
スペシャルドラマでは、チョコザイの記憶を沈める作業が必要無くなったため、見る習慣も無くなった。
SPB（サヴァン・プログラム・ブランチ）
FBI内でかつて超能力捜査官の登用に失敗したチームがサヴァン症候群に注目し、その能力を捜査に活かそうとするプロジェクトおよびその計画を主導するチームの総称。FBIで管理されたA4サイズ400ページの資料4万冊分のあらゆるデータを、アタルに記憶させるトレーニングをしていた。しかし頭の中の情報を引き出す能力は欠如しており、それがアタルの中にある日本への郷愁が障害になっていると考えたラリーは、その問題を解決する目的で来日する。プロジェクトは来日中に上司から中止を勧告されており、思うような成果を挙げられていない状況にある。
十字架殺人事件（じゅうじかさつじんじけん）
スペシャルドラマで登場した事件。1999年6月を皮切りに、アメリカで発生したとされる連続殺人事件で、スペシャルで描かれた2013年1月に日本で起きたストーカーをターゲットとした連続殺人事件は、当初この事件の模倣犯ではないかと見られていた。被害者の遺体は右脇腹が刺され、手、足首などがナイフで串刺しにされているのが特徴である。

## 作品の反響
「クチコミ＠係長」（ホットリンク）の調査によれば、民放の2012年4月期のドラマでは初回放送終了後のインターネット上での話題が最も多かったドラマであり、ブログやTwitter、2ちゃんねるなどでの当ドラマに関する計7909件の書き込みが見られた。連続ドラマの初回視聴率は19.9%を記録し、その年の連続ドラマでは「相棒 Season11」との最高タイ記録となった。
2013年4月に発表された第9回「TVnavi ドラマ・オブ・ザ・イヤー2012」で、栗山千明が最優秀助演女優賞を受賞した。雑誌『TVnavi』読者の投票により選ばれる賞で、2012年に放送された全連続ドラマの助演女優の中から1位を獲得している。

## スタッフ
- 脚本 - 櫻井武晴
- 音楽 - 河野伸、Roh Hyoung Woo、羽深由理
- 演出 - 木村ひさし、吉田健、韓哲
- 主題歌 - 椎名林檎「自由へ道連れ」（EMIミュージック・ジャパン） - 配信限定シングル
- 演出補 - 八木一介、瀧悠輔（オフィスクレッシェンド）、石井梨枝、東仲恵吾、小橋貴裕
- 演出部応援 - 高津泰行
- 音楽プロデュース - 志田博英
- 音楽コーディネーター - 溝口大悟
- 選曲 - 稲川壮
- 音響効果 - 松井謙典
- 劇中使用曲 - 高橋研「金色のライオン」
- 医事監修 - 西脇俊二
- 看護監修 - 依田茂樹
- 警察監修 - 古谷謙一（ビーテックインターナショナル）
- 科学捜査監修 - 山崎昭（法科学鑑定研究所）
- 航空監修 - 東京航空株式会社
- 取材協力 - 国土交通省、運輸安全委員会
- 音響監修 - 日本音響研究所
- 英語監修 - Brian Masato Kobo
- 事故解析監修 - 鑑定機構 21as（交通事故・労災事故）
- 撮影 - 唐沢悟、坂本将俊（Bカメ）
- CG - 野崎宏二、朝倉怜、藤田卓也
- カラーグレーティング - 石原泰隆、平田藍
- シャボン玉 - 杉山弘之
- シンクロ演技 - 木村真野、木村沙野
- 外国人俳優協力 - FRAME IN、Bay Side
- 特殊メイク - 松井祐一
- ガンエフェクト - BIG SHOT
- アクションコーディネーター - 森崎えいじ
- プロデュース - 植田博樹、韓哲
- プロデュース補 - 森一弘、細川紫乃
- 製作著作 - TBS

## エピソードリスト
- 公式サイト上やデータ放送のあらすじ紹介などでは「MISSION ○○（数字）」となっている。

### 連続ドラマ
| 話数 | エピソードタイトル 公式サイト上での話数                                   | 初回放送日    | 演出       | 視聴率 |
| --- | ------------------------------------------------------------------------- | ------------- | ---------- | ------ |
| CASE 01 | 謎の青年が呟く殺人事件のキーワード! 世界初の新感覚ミステリ登場 MISSION 01 | 2012年4月15日 | 木村ひさし | 19.9%  |
| FBIのラリー井上なる人物に伴われアタルという一人の青年が来日した日、化学工場「淀橋化学」で大規模な爆発が発生。一人の従業員が死亡する。事件は事故として処理されるが、警視庁沢班の女刑事・蛯名 舞子は決定に納得できず、辞職覚悟で独自に捜査を開始、検証のため現場へと赴く。そこで舞子は自らを「チョコザイ」と名乗るアタルと遭遇。チョコザイは「TTD45u30」「一つ台湾」という謎めいた言葉とレの音のハミングを発する。沢と共にその言葉に基づいて捜査を開始した舞子の行く手に、通常の捜査では分からなかった事実が明らかになっていく。 |                                                                           |               |            |        |
| CASE 02 | 証拠ゼロの殺人! 完全犯罪を突き崩せ!! MISSION 02                           | 4月22日       | 木村ひさし | 16.9%  |
| 舞子のアパートで暮らすことになったチョコザイ（アタル）。ある朝チョコザイは「花がありません」と言い出し、マンションから表へ出る。沢、舞子と入った花屋で突如、早乙女という男性が倒れ、「青いバラ」という言葉を残して死亡する。事件は所轄によって病死と判断されるが、チョコザイは写真の早乙女を見て「これは違います」と言い、花屋で「ガストリックベイルチ」という言葉を残す。担当医の話から、舞子は早乙女の死が中毒死の可能性があると主張し、解剖されるが毒物は検出されなかった。しかしチョコザイの発した言葉の意味と彼が新たに提示した「狐の手袋」から舞子はある毒の存在に行きつく。 |                                                                           |               |            |        |
| CASE 03 | 身勝手な男心vs奇妙な女心 MISSION 03                                       | 4月29日       | 吉田健     | 10.9%  |
| 身元不明のチョコザイを生活安全課で保護することに伴い、検査を受けさせるためチョコザイを病院に連れて行く沢と舞子。そこで舞子はチョコザイが発達障害であることを知り、療育を受けていた施設を調査すればアタルの素性が分かるかもしれないと担当医が説明する。そんな中、広告代理店社長の弓削勝則の水死体が有明港で発見される。夜釣りの最中に崖から転落した事故死と判断されるが、舞子は独自に捜査を開始、被害者が浮気をしていたことを突き止める。さらに遺体の写真を見たチョコザイの「fracture」「落ちたのどっち?」との発言から遺体の不可解な状況が判明、殺人の可能性が浮上する。やがて突如被害者の会社にやってきたチョコザイの「ブラックメロン ジュエルネイル」の一言から、勝則の浮気相手と思しき人物の存在が浮かび上がる。                                                    |                                                                           |               |            |        |
| CASE 04 | 最大の危機!! チョコザイ拉致&天才鑑定士の罠 MISSION 04                     | 5月6日        | 吉田健     | 13.8%  |
| チョコザイを入院先に連れて行った舞子が去った後、チョコザイはラリーに連れ戻されてしまう。そんな中、小型飛行機が樹木に衝突し、パイロットの橋田が死亡する事件が発生。警察無線やテレビを通じて事件を知ったチョコザイはラリーの制止を聞かず、事件捜査に関わる。橋田がシートベルトをしていないことや前日までにフライトの許可を得ていなかったことなどから運輸安全委員会調査官は事故か自殺だと断定する。舞子はチョコザイの「a mortal wound ヘッドセット」の言葉を足掛かりに事件は捨て山じゃないと確信し、捜査を開始。しかし民間の事故鑑定士の公原も事件は自殺の可能性が高いと指摘、殺人を立証する決め手がなかなか見つけられずにいた。 |                                                                           |               |            |        |
| CASE 05 | 本当にあった透明人間事件 MISSION 05                                       | 5月13日       | 木村ひさし | 14.5%  |
| 昇は自身が通う帝都医科大学で精神科教授の植松が転落死する現場に遭遇する。その際、昇は階段から左側を通った白い影を目撃するが、昇と共に現場に居合わせた精神科助手の浅尾は植松以外に誰も見ていないと話し、証言に食い違いが生じてしまう。テレビで事件を知ったチョコザイは病院を抜け出し帝都医科大学に現れ「ブレイン ハルシネーション（脳 幻覚）」と昇が幻覚を見たのではないかと疑ってしまう言葉を発する。その後の捜査で植松の周辺で怨恨の線が浮上するも事件は捨て山として結論付けられ、昇も証言に自信を無くしてしまう。そんな中、チョコザイは「ご飯食べなかった」「真ん中はどこ?」の言葉をしきりに訴えてくる。 |                                                                           |               |            |        |
| CASE 06 | 絶対音感の知られざる殺意 MISSION 06                                       | 5月20日       | 韓哲       | 17.4%  |
| 沢は身元引受人を承諾し、チョコザイと同居を始める。沢にアメリカ大使館からの違法無線の捜査を依頼していた犬飼は、その捜査に圧力が掛かったことを知ると独自に捜査を開始する。そんな中、植哲ハイツの住人・長岡が浴室内で手首を切り、死亡した事件が発生。一方、チョコザイを連れた舞子は横断歩道でうずくまる女性・咲絵を介抱する。誰にも理解されない苦しみを抱えていた彼女の身の上話を聞きながら送り届けた先は事件現場となったアパートだった。事件は自殺として結論付けられたが、部屋に残された血のついた足跡の写真を見たチョコザイが「右、左…」の言葉を呟いたことから、舞子らは第一発見者以外の存在がいたことを確信し、沢は長岡と揉めていた咲絵に疑惑の目を向ける。 |                                                                           |               |            |        |
| CASE 07 | さらば男達の絆!! 殺人刑事 MISSION 07                                      | 5月27日       | 木村ひさし | 13.5%  |
| チョコザイ、沢、舞子はコインランドリーでチョコザイの服を洗濯しているときに2発の銃声を聞く。建物の裏手にある交番へ急行すると、和田交番所長が死亡していた。沢は現場に駆けつける直前にかつての上司・福留の姿を目撃する。チョコザイの「muzzle twelve inch or more、muzzle one foot or more（銃の先端が30cm以上離れている）」の発言から自殺ではないと舞子らは確信する。しかし、硝煙反応などの痕跡や、拳銃の弾倉に残っていた弾丸の数から「発射された弾丸は一発だけ」という結果が出たため、事件は自殺として処理される。銃声が2発聞こえたという沢の報告を中津川は却下するが、それには事件を自殺として処理し、早急に終わらせようとする警察上層部の思惑が絡んでいた。 |                                                                           |               |            |        |
| CASE 08 | チョコザイの正体と目的!! MISSION 08                                       | 6月3日        | 吉田健     | 14.7%  |
| チョコザイの検査後、舞子の前にラリーが現れる。ラリーは舞子にチョコザイの素性、そして彼が参加しているFBI主導のプログラム「SPB」の存在を明かす。そのころ、イトウトモハイムに住む男性・日村が自室で焼死する事件が発生。他の捜査員たちが自殺だと思っているなかで沢は解剖の指示を出すが、結局、他殺である所見は見つからなかった。日村が母親に彼女を紹介しようとしていた話を聞いた舞子は自殺の結論に疑問を抱く。そんな中、配達員の川久保が日村と揉めていたということが判明、彼の特異体質について知ることになる。チョコザイが伝えた「骸骨の赤いとこ」の発言から殺人の線が浮かび上がる。 |                                                                           |               |            |        |
| CASE 09 | 幼児虐待!! でもママが好き MISSION 09                                      | 6月10日       | 韓哲       | 17.1%  |
| アタルの両親が八王子に住んでいることが判明し、沢、舞子は両親の元にアタルを連れて行く。そんな中、近くの雑木林で朗（ほがら）という名前の幼児遺体が発見される。朗の体に火傷の痕や傷跡が残っていたことから事件性があると判断され司法解剖に回される。野崎もいつになく捨て山ではないと息巻く中、朗が3日前にアタルの父・誠から児童虐待の通報を受けていたことが判明、朗の母・今日子が虐待の末に息子を死に追いやった疑惑が浮上する。死因が毒物である可能性が分かり、アタルの「目が痛い」「シャンシーDA101」の言葉から、目の炎症、腕に付いた火傷の原因が判明し、さらにアタルの「その傷、知ってます」の発言をヒントに、遺体から毒物も検出された。そして事件の捜査やアタルの両親と関わる中で、アタルの過去も明らかになっていく。                                                  |                                                                           |               |            |        |
| CASE 10 | 父だけが知っていた殺人手法 MISSION 10                                     | 6月17日       | 木村ひさし | 13.5%  |
| アタルは八王子幼児遺体事件解決後、突如昏睡状態に陥る。そのような状況下で小暮桃香という女性が運転中に電柱へ衝突後、炎上し車内で死亡する事件が発生。事故死または自殺と思われていたが、桃香の車がかつて母・真理子が15年前に事故死したときと同じ車種だったことに引っ掛かりを覚えた舞子は事故鑑定人の公原と共に検証を開始、中津川に捜査を拒否された沢も独自に捜査を進める。その結果、事故である可能性が強まることになる。一方、アタルは眠りの中で舞子たちの話を聞き、しばらく経って深い昏睡から目覚めた途端、「これじゃ燃えません」「Chloroform Bomb（クロロホルム 爆発）」の言葉を発する。その言葉を発端に桃香の死が他殺である可能性が浮上し、真実も明らかになるが、この事件が起因し、自殺として処理された真理子の死亡事故に新たな疑惑を掘り起こすことになる。            |                                                                           |               |            |        |
| LAST CASE | さらばチョコザイ!! そして母の死の真相 LAST MISSION                        | 6月24日       | 木村ひさし | 17.4%  |
| 小暮桃香が死亡した事件と真理子の車輌自殺の関連性が浮かんだことで、沢はかつて機動捜査隊の新人時代に真理子が死亡した事故の初動捜査を担当していた過去を舞子に明かす。そんな中、チョコザイは沢、舞子の制止を聞かず「眼を開けていた」「居眠り運転」「ブレーキを踏まなかった」の言葉を話し、真理子の事件捜査を開始する。真理子の墓まで来たチョコザイは遺骨を取り出し「この指ありません」と呟き、右手中指の欠損を示唆する。その様子を見ていた達夫は突然自分が真理子を殺したと言い、その場から去ってしまう。達夫には真理子が自殺する原因に心当たりがあった。やがてチョコザイの残す言葉によって、事件の真相が明らかになったとき、舞子たち蛯名家が長年抱えていた想いが氷解していく。そしてチョコザイと舞子は自らの進む道を選択し、チョコザイ、沢、舞子の3人に別れの時が訪れる。 |                                                                           |               |            |        |

- 平均視聴率 15.6%（視聴率はビデオリサーチ調べ、関東地区・世帯）[28]

### スペシャル
2部全体のタイトルは『ATARU スペシャル〜ニューヨークからの挑戦状!!〜』。

## 関連商品

### Blu-ray・DVD
以下のDVD/BDのうち、連続ドラマ版ソフトの2013年2月現在の売上は累計1万6千セット。
ATARU / Blu-ray BOXディレクターズカット
2012年11月7日発売。発売元：TBS、販売元：TCエンタテインメント
7枚組、550分＋特典映像：約175分。17分以上の追加映像を含むディレクターズ・カットで発売された。
発売初週の11月19日付オリコン週間Blu-rayランキングでは総合7位、4千枚を売上げ、ブルーレイのドラマ部門で首位を記録した。
ATARU / DVD BOXディレクターズカット
発売日など同上。オリコン週間DVDランキングでは総合5位、初週売上4千枚、ドラマ部門首位。
ATARUスペシャル / Blu-ray プレミアム・エディション
2013年9月4日発売、発売元：TBS、販売元：TCエンタテインメント
3枚組（本編ディスク1枚＋特典ディスク2枚）。未公開シーンを加えたディレクターズ・カット。プレミアム・エディションは初回限定でピンクまたはブルーのオリジナルエコバッグ付きセットで発売される。
ATARUスペシャル / DVD BOX プレミアム・エディション
発売日など同上。
ATARUスペシャル / Blu-ray スタンダード・エディション
発売日など同上。特典ディスク無しの1枚組。
ATARUスペシャル / DVD スタンダード・エディション
発売日など同上。特典ディスク無しの1枚組。

### サウンドトラック
- 日曜劇場 ATARU オリジナル・サウンドトラック（2012年6月6日発売、Anchor Records）

### 書籍
ノベライズ
櫻井武晴・脚本、百瀬しのぶ・ノベライズ『ATARU』角川書店〈角川文庫〉、全4巻
- I 2012年4月25日発行、ISBN 978-4-04-100278-0
- II 2012年5月25日発行、ISBN 978-4-04-100279-7
- III 2012年6月25日発行、ISBN 978-4-04-100319-0
- SP〜ニューヨークからの挑戦状!! 2012年12月25日発行、ISBN 978-4-04-100625-2

ATARU OFFICIAL BOOK
2012年6月11日発売、東京ニュース通信社〈TOKYO NEWS MOOK〉ISBN 978-4863362406
週間2万8000部の売り上げにより2012年06月25日付のオリコンの“本”ランキングで初登場2位を記録する。
シナリオ本
月刊『ドラマ』（映人社）2012年6月号、2012年5月18日発行。第1話、第2話のシナリオを収録。
読み聞かせ絵本
2013年8月27日発売、角川書店 ISBN 978-4041105184 文：チョコザイ 絵：こう (竹内高）
チョコザイ（中居正広）と堀北真希による読み聞かせCDつき

### その他
オリジナルグッズとしてキャラクターのイラストや劇中劇をモチーフとしたグッズなどが多数販売されたが、なかでもドラマ内でチョコザイが持ち歩いていた「デグーねずみ」のマスコットのレプリカは、ドラマ終了後も長く売れ続ける人気商品となっている。